# Mesoleius aequabilis
Mesoleius aequabilis är en stekelart som beskrevs av Holmgren 1876. Mesoleius aequabilis ingår i släktet Mesoleius, och familjen brokparasitsteklar. Arten är reproducerande i Sverige.